# Turbonegro
Turbonegro (Turboneger in Norwegen) ist eine norwegische Band aus Oslo, die mit ihrem Musikstil, einer Mischung aus Heavy Metal, Rock und Punk, zumeist zum Punk ’n’ Roll gezählt wird. Die Band selbst bevorzugt jedoch die Bezeichnung „Death Punk“, was jedoch mit der bereits seit den späten 1970ern existierenden Musikrichtung nichts zu tun hat.
Als Haupteinflüsse der Band gelten Black Flag, Aerosmith, Venom, Radio Birdman, Motörhead, The Germs, Circle Jerks, Ramones, Alice Cooper, Negazione und The Stooges.

## Bandname
Die Band spielte zunächst mit dem Gedanken, sich „Nazipenis“ zu nennen, verwarf diese Idee jedoch nach Hinweisen, dass dieser Name nicht gerade verkaufsfördernd sei. Man veröffentlichte dann eine Single unter dem Namen „Stierkampf“, der jedoch falsch verstanden und von der Öffentlichkeit in die rechte Szene eingeordnet wurde, bevor die Umbenennung in „Turbonegro“ erfolgte. Aber auch dieser Name – in Norwegen ist die Gruppe als „Turboneger“ bekannt – kann falsch gedeutet werden, sodass die Band verlauten ließ, ihre Motivation sei lediglich, den in Skandinavien und Europa unterschwellig verbreiteten Strömungen von Nationalismus und Rassismus entgegenzutreten. Gründungsmitglied Thomas Seltzer drückte es wie folgt aus:

“The full name of our band is TURBONEGRO, but we are gutless wimps, so we spell it TRBNGR. A Turbonegro is a large well-equipped, armed black male, in a fast car, out for VENGEANCE. We are his prophets.”

„Der vollständige Name der Band ist TURBONEGRO, aber wir sind feige Weicheier, also buchstabieren wir ihn TRBNGR. Ein Turboneger ist ein großer, gut bestückter, bewaffneter männlicher Schwarzer in einem schnellen Auto, der auf RACHE sinnt. Wir sind seine Propheten.“

Leadgitarrist Euroboy liefert folgende Informationen zur Herkunft des Bandnamens:

“I think Pål saw it spray-painted on a brick wall in a tube-station in a suburb of Oslo back in the day. It’s actually two latin words, it means fast and black and we thought that was a cool name for a band. Because our music is very fast and very dark. And also, it’s a name for a colour. In the car-industry, it’s the name for the paint, for the darkest paint. If you want to paint your car black, the most black colour of all is ‘Turbonegro’.”

„Eines Tages sah Pål ihn aufgesprayt an der Wand einer U-Bahn-Station in einem Vorort von Oslo. Eigentlich sind es zwei lateinische Worte. Sie bedeuten ‚schnell‘ und ‚schwarz‘, und wir dachten das wäre ein cooler Name für eine Band. Weil unsere Musik sehr schnell und sehr dunkel ist. Zudem ist es ein Name für eine Farbe. In der Automobilindustrie ist es der Name für den Lack, für den dunkelsten Lack. Wenn Du Deinen Wagen schwarz lackieren möchtest, ist die schwärzeste aller Farben ‚Turbonegro‘.“

## Bandgeschichte
1998 löste sich die Band wegen der Drogenprobleme ihres Sängers Hank von Helvete auf; 2002 vereinigte sie sich wieder, um zunächst bei einigen Festivals zu spielen.
Zu dem Album Party Animals sagte Sänger Hank, dass die Welt wieder ein Rockalbum brauche, das sich als Stadion-Einlaufmusik eigne, und nannte als Beispiel die Musik der Band Queen.
Bekanntheit erreichte Turbonegro durch Fernsehauftritte in der MTV-Show Viva La Bam oder auch durch ihre häufig gespielten Videos Get It On und Fuck the World. Daneben wurde für die MTV-Show Wildboyz der Turbonegro-Song The Age of Pamparius von Apocalypse Dudes als Titellied verwendet. Des Weiteren wurde der Song All My Friends Are Dead in den Filmen Jackass 2 und Cold Prey – Eiskalter Tod verwendet. Zugleich ist dieses Lied auch der Titelsong des Dirty-Sanchez-Films Dirty Sanchez – The Movie. Gemeinsam mit Dirty Sanchez ist auch das Musikvideo All my friends are dead entstanden.
Rune Rebellion verließ Turbonegro im Herbst 2007 mit der Begründung, sich mehr um seine Familie kümmern zu wollen. Außerdem wurde er für das bandeigene Plattenlabel Scandinavian Leather Records zuständig, auf dem bisher das Album Retox sowie Neuauflagen älterer Alben erschienen sind. Sein letztes Konzert mit der Band spielte er am 27. Oktober 2007. Pål Pot Pamparius übernimmt Rune Rebellions Gitarrenparts. Der Schlagzeuger der Band Chris Summers verließ die Band ebenfalls 2007, nach der Veröffentlichung von Retox, aufgrund persönlicher Differenzen. Er wurde durch Thomas Dahl ersetzt.
Am 30. Oktober 2009 gab Thomas Seltzer im offiziellen Turbojugend-Forum bekannt, dass Turbonegro derzeit keine Pläne für die Zukunft habe und sich die Musiker zunächst auf andere Projekte konzentrieren wollen. Grund dafür sei in erster Linie, so Knut Schreiner, dass die nötige Inspiration für ein weiteres Album fehle.
Sänger Hank von Helvete sei außerdem Scientology beigetreten, was ebenfalls für Streit innerhalb der Band sorge. Dieser Schritt wurde auch im Fanclub äußerst kritisch aufgenommen. Turbonegro legte vorerst eine Pause ein.
Frontmann Hank gab am 9. Juli 2010 bekannt, die Band zu verlassen. Er fühle sich der Aufgabe nicht mehr gewachsen. Daraufhin löste sich die Band auf. 2009 bis 2010 sang Husby bei der Supergroup Doctor Midnight & the Mercy Cult und hatte von 2018 bis zu seinem Tod am 19. November 2021 mit Hank von Hell wieder eine eigene Band. Andere Bandmitglieder waren einst bei u. a. Satyricon und Marilyn Manson (Band).
Am 16. Juni 2011 gab die Band bekannt, dass Hank van Helvete durch Tony Sylvester, den Ex-Sänger von Dukes of Nothing, ersetzt wurde. Dieser gab sein erstes Konzert mit der Band am 15. Juli 2011 im Rahmen der „Welt-Turbojugend-Tage 7“ in Hamburg. Die Band spielte in folgender Besetzung: Tony Sylvester – Gesang, Happy Tom – Bass, Euroboy – Lead-Gitarre, Rune Rebellion – Rhythmus-Gitarre, Tommy Akerholdt – Schlagzeug.
Happy Tom bestätigte dieses Lineup dort offiziell. Gitarrist Pål Pot Pamparius sei ebenfalls „110% into Turbo“, so Happy Tom, habe aber aus familiären Gründen nicht am Reuniongig teilnehmen können.

## Stil

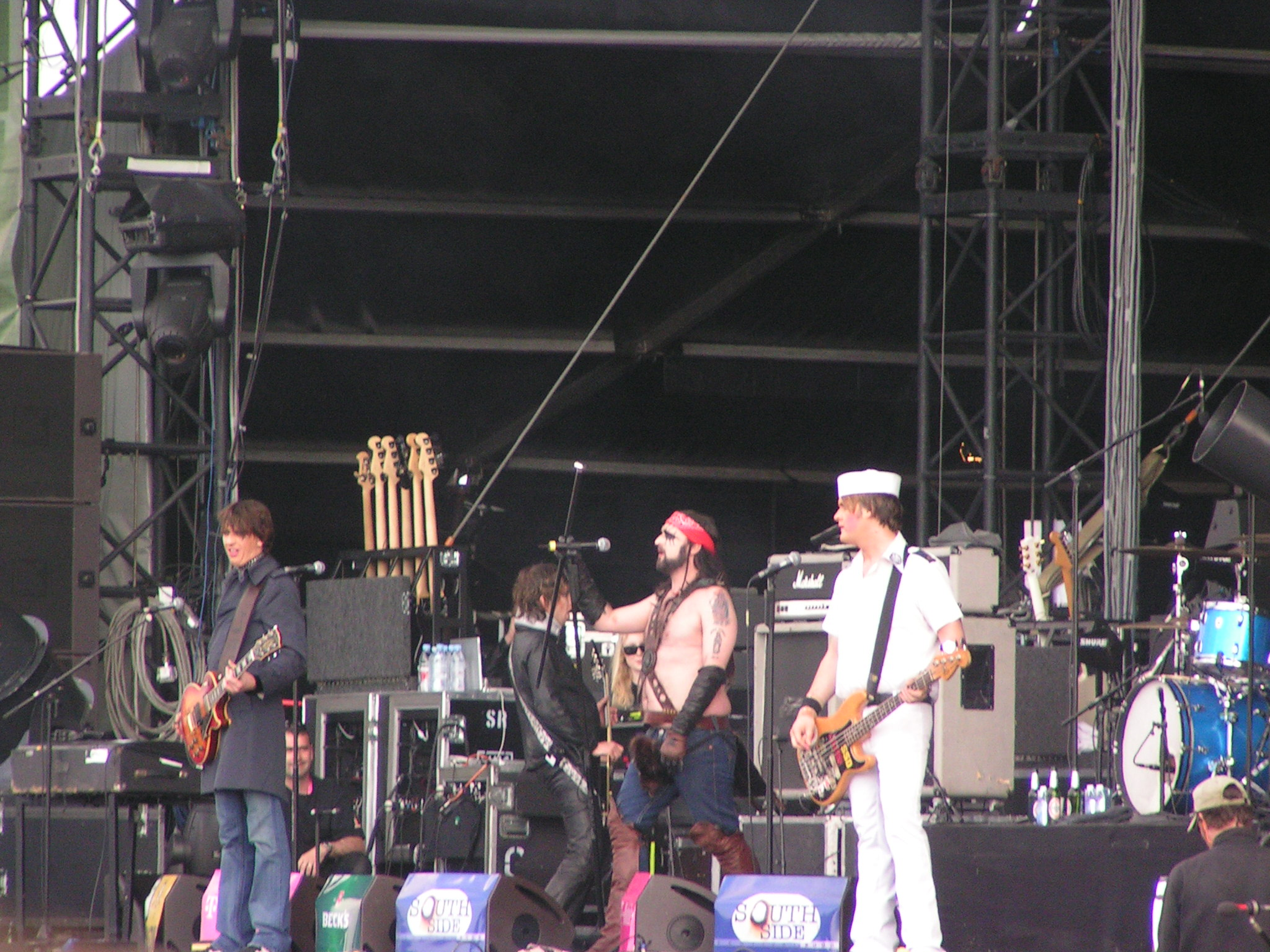
Turbonegro auf dem Southside Festival 2005

Turbonegro stellt z. B. auf dem Cover der Single Bad Mongo Hitler mit Down-Syndrom dar, oder singen in Hobbit Motherfuckers von „not enough suffering“ („nicht genug Leid“) und „not enough natural selection“ („nicht genug natürliche Selektion“). Beides ist im Sinne der Punk-Kultur rein provokativ gemeint.
Ihre Markenzeichen sind Kleidung aus Denim sowie das Spiel mit Habitus und Gestus der Schwulenszene. In einem Interview hat sich der religiöse Ex-Sänger der Band Hank von Helvete jedoch sehr ablehnend gegenüber Homosexualität geäußert („If gays can get married, you just as well can allow anyone who enjoys fucking sheep to marry one“, zu deutsch: „Wenn Schwule heiraten dürfen, kannst du genauso gut jedem, der es mag, Schafe zu ficken, erlauben, eins zu heiraten“). Daraufhin hat sich die norwegische Fanseite www.turbonegro.no aus Protest selbst geschlossen.
In einem Interview (Turbonegro – The Movie) nahmen sie zu diesem außergewöhnlichen Stil Stellung: Die Kids von heute ließen sich nicht mehr durch das Abbeißen von Fledermausköpfen beeindrucken. Die Hard-Rock-Szene lasse sich nicht mehr provozieren, das einzige, wovor Rocker wirklich Angst haben, seien homosexuelle Männer, die laute Musik spielen. Niemand in der Band sei wirklich homosexuell. Ironischerweise spielt der Bassist Happy Tom außerdem bei der Band Scum, deren Schlagzeuger Bård G. Eithun wegen des Mordes an einem Homosexuellen im Gefängnis saß.
Ein weiteres Merkmal von Turbonegro ist die eigenwillige Deutung des Begriffs „Darkness“ (Dunkelheit). Happy Tom sagte dazu, dass manche Dinge besser im Verborgenen bleiben sollten.
Die Band bezeichnet sich selbst als größte Underground-Band oder als kleinste Mainstream-Band.
Zu den Highlights bei Live-Auftritten gehörten oftmals die sogenannte Ass-Rocket (Arschrakete), bei der Hank von Helvete sich eine Feuerwerksfontäne oder eine Wunderkerze zwischen seine Gesäßbacken steckte bzw. diese dort festhielt und abbrannte.

## Turbojugend

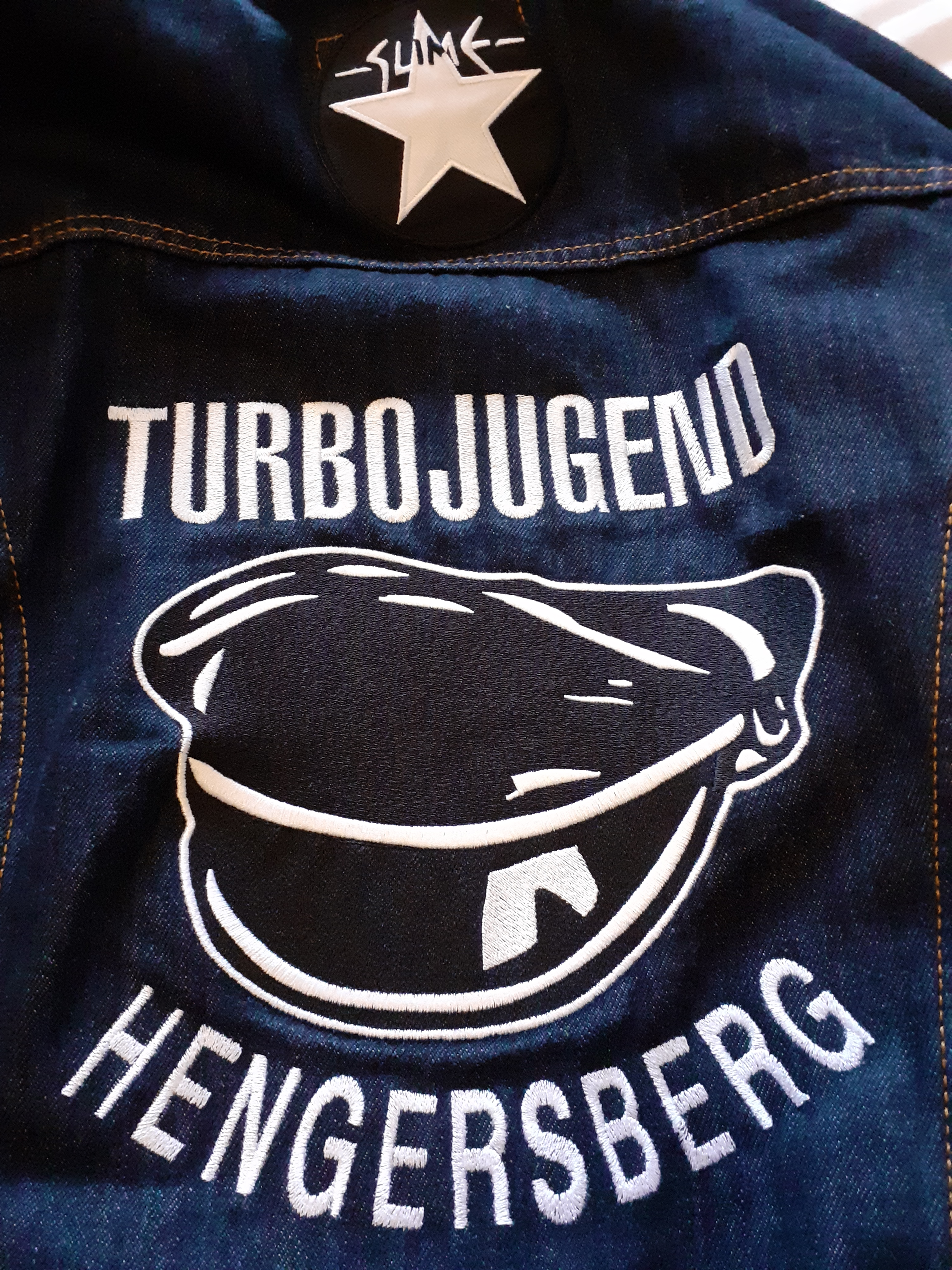
Bestickte Jeansjacke der Turbojugend Hengersberg

Die Turbojugend (TJ) ist ein weltweiter Fanclub der norwegischen Band Turbonegro. 2007 wuchs die Zahl ihrer Mitglieder-Clubs, „Chapter“ genannt, auf über 2000. Die Turbojugend zählt mehrere tausend Mitglieder, die an ihren Jeansjacken (Kutten) zu erkennen sind.

## Trivia

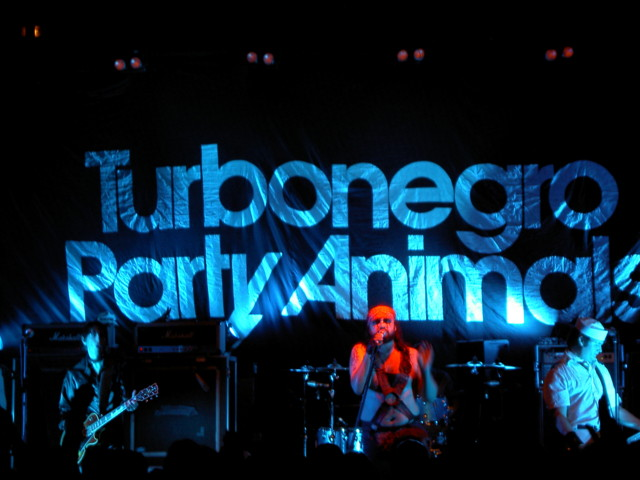
Turbonegro am 30. November 2005 in London im Koko

Im Juni 2003 fand ein Sicherheitsbediensteter des Stuttgarter Flughafens im Handgepäck der Band einen 45 cm langen Dolch, der in den Spazierstock des Sängers eingearbeitet war (Stockdegen). Obwohl der Dolch nach Angaben der Band zum Bühnenoutfit gehörte, ließ sich ein Freund der Band ersatzweise verhaften und später gegen Kaution wieder freilassen. Happy Tom kommentierte den Vorfall wie folgt: „In was für einer Welt leben wir, in der Männer mit langem schwarzen Haar und langen schwarzen Bärten keine 45-cm-Dolche mehr in Flugzeuge mitnehmen können?“
Seitdem beschwert sich Turbonegro bei jedem Konzert im süddeutschen Raum lauthals über die angebliche Strenge der Polizei in Baden-Württemberg. Laut dem deutschen Waffengesetz sind aber solche Stockdegen tatsächlich verboten.
Bekannte Fans von Turbonegro sind der HIM-Sänger Ville Valo, Musiker Bela B., Jasmin Wagner, Queens of the Stone Age und der MTV-Darsteller Bam Margera.
Im Jahr 2001 erschien unter dem Titel Alpha Motherfuckers ein Tributealbum, auf dem unter anderem HIM mit dem Titel Rendezvous with Anus vertreten waren und Bela B. zusammen mit Jasmin Wagner (auf dem Sampler unter dem Pseudonym „Denim Girl“ verzeichnet) den Titel Are You Ready for Some Darkness? neu interpretierten.
Ein weiteres polarisierendes Element ist die SS-Tellerkappe, die von Gitarrist Knut Schreiner auf diversen Gruppenfotos (u. a. im Booklet von Party Animals) getragen wird. Der Reichsadler mit Hakenkreuz wurde zwar entfernt, der SS-Totenkopf hingegen nicht.
Die Titel Ride With Us, Sell Your Body (To the Night), Get It On und All My Friends Are Dead sorgten für die klangliche Untermalung der Freestylemotocross-Tricks von Drake McElroy und Szene-Größen wie Travis Pastrana und Jeremy Stenberg sowie AMA-Supercross-Legende Ricky Carmichael in der spektakulären Filmreihe On the Pipe von Powerbandfilms. The Age of Pamparius führt das Intro der Transworldmx-Produktion Crush ein. Turbonegro prägte sich damit auch in die internationale Motocross-Szene fest ein. Der Titel ist auch im Vorspann zu der Serie Wildboyz zu hören.

## Scandinavian Leather Records
Scandinavian Leather Records (SLR) ist das 2007 gegründete bandeigene Label von Turbonegro. Die Band veröffentlichte ihr Album Retox in Norwegen auf SLR. Noch im selben Jahr ließen sie außerdem ihre bis dato bereits erschienenen Alben mit Bonussongs auf SLR neuauflegen.

## Diskografie

### Studioalben
- 1992: Hot Cars and Spent Contraceptives (Big Ball Records)
- 1993: Helta Skelta (Repulsion Records)
- 1994: Never Is Forever (Dog Job Records / Bitzcore Records)
- 1996: Ass Cobra (Boomba Records / Sympathy for the Record Industry / Burning Heart Records / Epitaph Records)
- 1998: Apocalypse Dudes (Boomba Records / Sympathy for the Record Industry / Man’s Ruin Records / Bitzcore Records / Epitaph Records)
- 2003: Scandinavian Leather (Burning Heart Records / Epitaph Records / Bitzcore Records; Artwork: Klaus Voormann)
- 2005: Party Animals (Burning Heart Records / Bitzcore Records)
- 2007: Retox (Edel Music / Scandinavian Leather Records)
- 2012: Sexual Harassment (Volcom / Scandinavian Leather Records)
- 2018: Rocknroll Machine (Mercury Records)

### Kompilationen und Livealben
- 1999: Darkness Forever! (Livealbum)
- 2001: Love It to Deathpunk (The Life and Times of Turbonegro) (Best-of-Album plus einiger Live-Aufnahmen, Ascension Records)
- 2005: Small Feces (Kompilation von bislang unveröffentlichtem sowie Remix-Material)

### EPs und Singles
- 1990: Turboloid (12", EP, Straightjacket Records)
- 1995: Denim Demon
- 1995: Bad Mongo
- 1998: Get It On
- 2003: Fuck the World (F.t.W.)
- 2003: Sell Your Body
- 2003: Locked Down
- 2005: High on the Crime
- 2005: City of Satan
- 2006: All My Friends Are Dead
- 2007: Do You Do You Dig Destruction
- 2012: You Give Me Worms
- 2016: Special Education
- 2017: Part III: RockNRoll Machine

### Sonstige
- 1989: Route Zero (8", Straightjacket Records)
- 1990: Route Zero (7", Sympathy for the Record Industry)
- 1992: Vaya Con Satan (7", Sympathy for the Record Industry)
- 1993: Grunge Whore (EP unter dem Pseudonym „Stierkampf“, Sympathy for the Record Industry)
- 1995: Stinky Fingers (10", Fatal Erection Records)
- 1995: Flabby Sagging Flesh (7", Big Ball Records)
- 1995: Denim Demon / I Fucked Betty Page (7", Munster Records)
- 1995: I Got Erection / Jeg will bli som Jesus (7", Hit Me! Records)
- 1996: Prince of the Rodeo / Toodlepip, Fuck (7", Hit Me! Records)
- 1997: Suffragette City / Kærlighetens Børn (7", Bad Afro Records)
- 1998: Get It On / Don’t Say Motherfucker, Motherfucker (7" Picture Disc, Sympathy for the Record Industry)
- 2003: Get It On / Rock Against Ass (Must Destroy Music)
- 2006: Viva la Bands (All My Friends Are Dead erschien auf dieser von Bam Margera herausgegebenen Kompilation)
- 2008: Back in Denim (7", Volcom Entertainment)